# Neuwiedia
Neuwiedia es un género de orquídeas primitivas de la familia Orchidaceae, comprende 9 especies terrestres. 

## Descripción
Estas primitivas orquídeas son altas hierbas sin rizomas. Producen inflorescencias terminales erecta y sin ramas con flores blancas o amarillas. Como el género Apostasía de la misma subfamilia, este género se diferencia en tener tres estambres fértiles en vez de solo dos como las otras orquídeas. A causa de su primitiva característica, al género no era considerado una verdadera orquídea.

## Distribución
El género se distribuye por áreas de sombra y encharcadas de Malasia, Borneo, Java o las Filipinas, Nueva Guinea y sudoeste del Pacífico. 

## Taxonomía
El género fue descrito por Carl Ludwig von Blume y publicado en De Novis quibusdam Plantarum familiis Expositio et ohm jam exposilarum enumeratio 12. 1833. La especie tipo es: Neuwiedia veratrifolia Blume (1834)
Etimología
El género  fue nombrado por Carl Ludwig von Blume en honor de Maximilian zu Wied-Neuwied (1782-1867).

## Especies
- Neuwiedia annamensis Gagnep.  (1933)
- Neuwiedia balansae Baill. ex Gagnep.  (1933)
- Neuwiedia borneensis de Vogel (1969)
- Neuwiedia elongata de Vogel (1969)
- Neuwiedia griffithii Rchb.f.  (1874)
- Neuwiedia inae de Vogel (1969)
- Neuwiedia siamensis de Vogel  (1969)
- Neuwiedia veratrifolia Blume (1834)
- Neuwiedia zollingeri Rchb.f. (1857)
  - Neuwiedia zollingeri var. javanica (J.J.Sm.) de Vogel (1969)
  - Neuwiedia zollingeri var. singapureana (Wall. ex Baker) de Vogel (1969)
  - Neuwiedia zollingeri var. zollingeri